# 反叛公司
《反叛公司》是一款策略游戏，由Ndemic Creations开发并于2018年在iOS平台上首发，随后便发布于Android和Windows平台上。游戏的目标是稳定该区域，赢取民心，防范叛乱分子篡班夺权。

## 游戏玩法
该游戏是关于维护特定区域和平，平衡民生及军事需求的一款模拟策略游戏，玩家可以使用不同的治理者来维稳区域。例如，玩家可仰赖“军阀”训练私人佣兵，或是提拔“经济学家”单次收取全年预算。游戏还有多人玩法，例如多人对抗模式、多人合作游戏，以及战役玩法。战役玩法于2020年推出，实施大型跨域行动。可对资源配置，及从150余项玩家战术、地图特性和叛军战术中选取特殊升级项目。 游戏内有不同的制作者制作的自定义场景，而每一个场景都具有不同的地理特征。玩家必须运用资金投资民众需求的民生项目，以获得民众支持，借以提高声誉，稳定政权。但随着项目的投资，通货膨胀及腐败水平也会随之上升。 游戏的地图都受到了阿富汗地理的启发。游戏要求玩家投资基础设施、为民众创造就业机会、投资教育、组建军队及修建道路等等。 在提供的“政府”治理选项卡中，玩家可以制定政府及金融反腐败政策。

## 开发
此游戏在iOS平台上首发于2018年12月8日，而后于2019年2月11日在Android平台上推出。反叛公司：局势升级于2019年10月15日在Windows平台上推出。在此游戏对于1.8版本的更新中，新增加的“鸦片小道”，其游戏目标是阻止鸦片交易，一些游戏内情景的灵感来源于阿富汗的政治环境。2020年，Ndemic Creations开始在Android及iOS设备上对测试者推送战役模式。2022年9月20日，Steam 正式上架《反叛公司：局势升级》最新DLC“沙海秘事”（Rebel Inc: Escalation - Sand & Secret）。

## 评价
来自Gamereactor的Mike Holmes给出了9/10的评分，“很欣赏游戏的深度、参与感、不错的节奏、多样的玩法、非常有意思的题材以及物超所值的体验，但是找到游戏的制胜策略太容易了”。来自Pocket Tactics的Dick Page给出了9/10的评分，发现游戏“最初很困难，但最终会获得高度的精神回报的最棒的移动应用之一”。来自148 Apps的Campbell Bird描述游戏“很有趣，但如果玩家找到稳定局势的策略，它基本上会适用于游戏内的每一部分”。

### 销售
继瘟疫公司之后，它成为了2020年在App Store中下载量最高的游戏类应用之一。在香港的iOS设备上，它也是最高下载量的付费游戏类应用之一。